# Quercus virginiana
Quercus virginiana és un tipus de roure que pertany a la família de les fagàcies. Està dins de la secció dels roures blancs del gènere Quercus. És una espècie de roure perennifoli dels estats del sud-est dels Estats Units. Q. virginiana és una icona del Vell Sud.

## Descripció

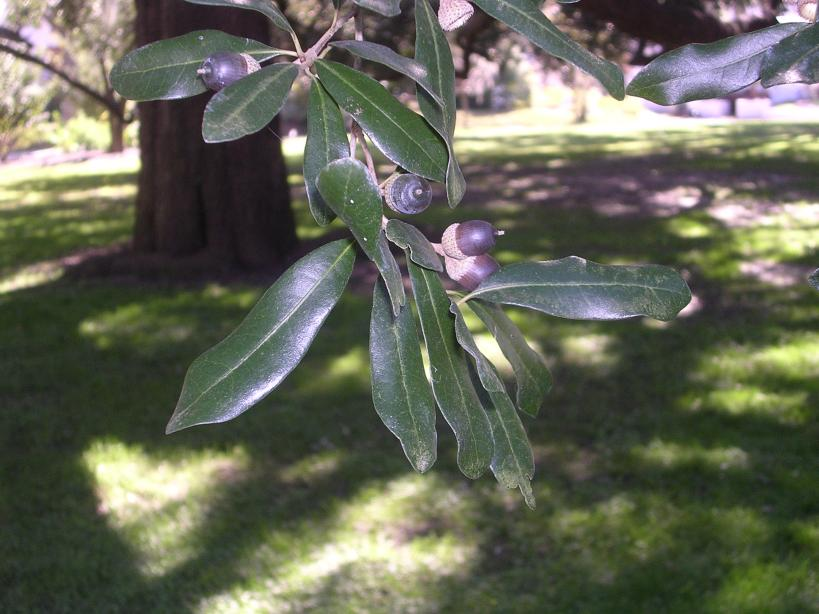
Fulles i glans d'un Q. virginiana

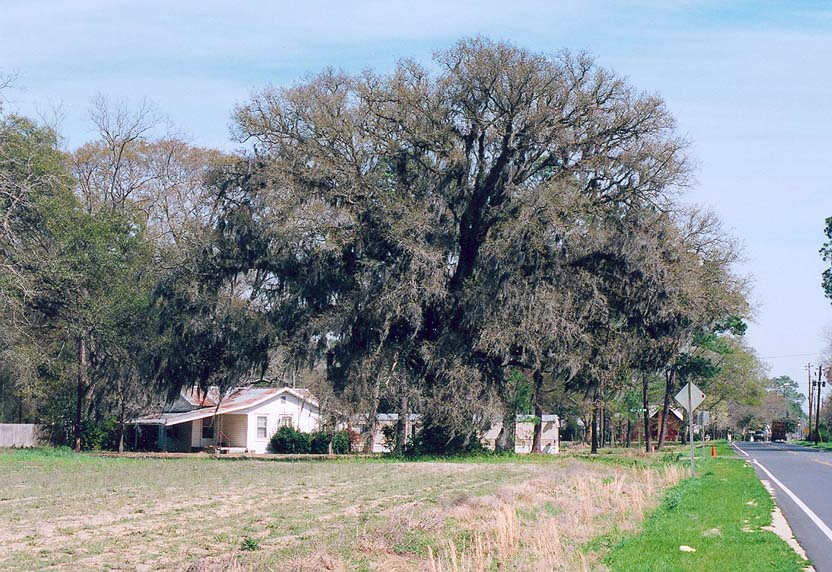
Q. virginiana a Collins (Geòrgia), la foto dona una idea de la magnitud de l'alçada de l'arbre i el gruix, ja que empetiteix les cases de pagès de més a prop.

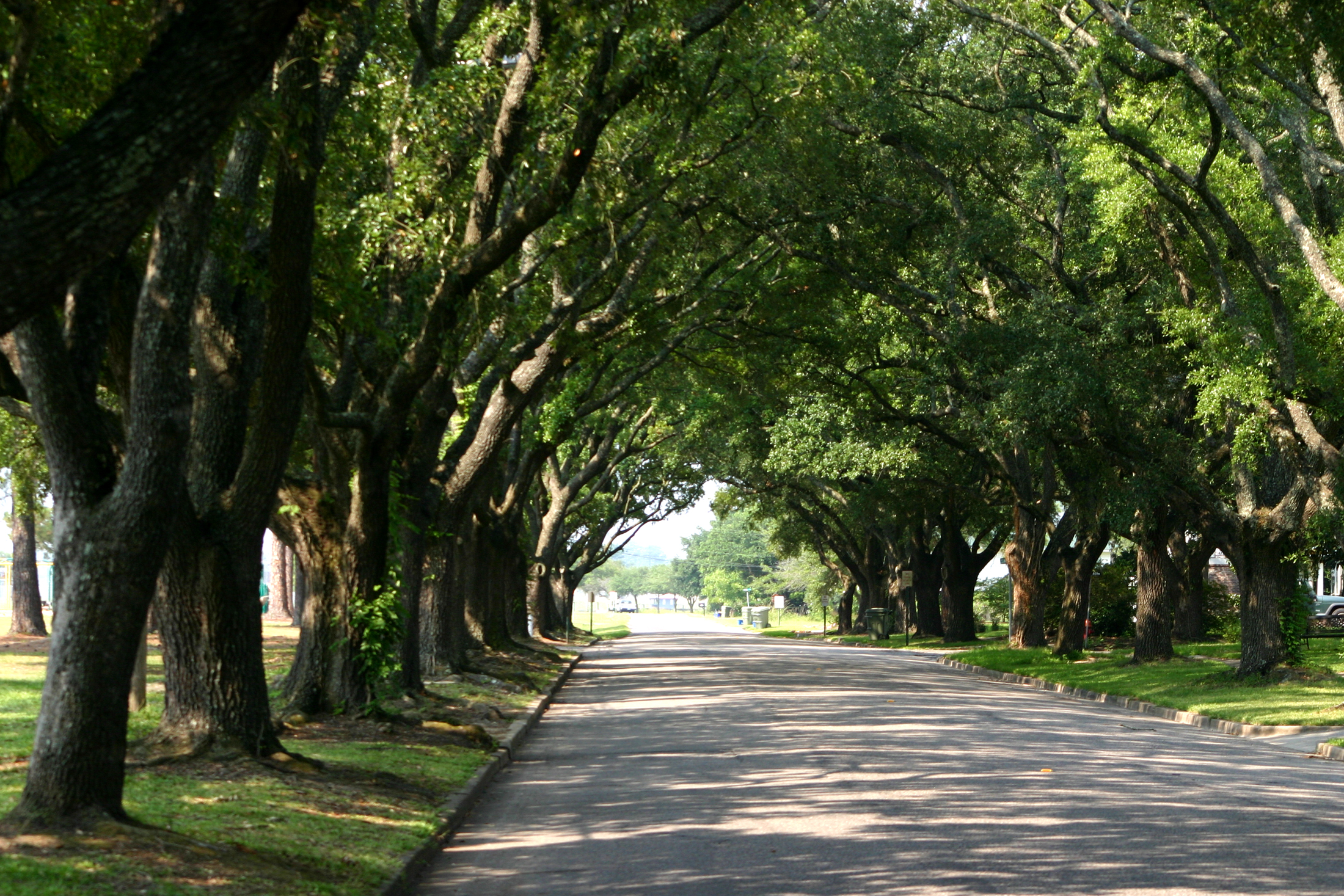
Un carrer en forma d'arc per Q. virginiana a Georgetown (Carolina del Sud)

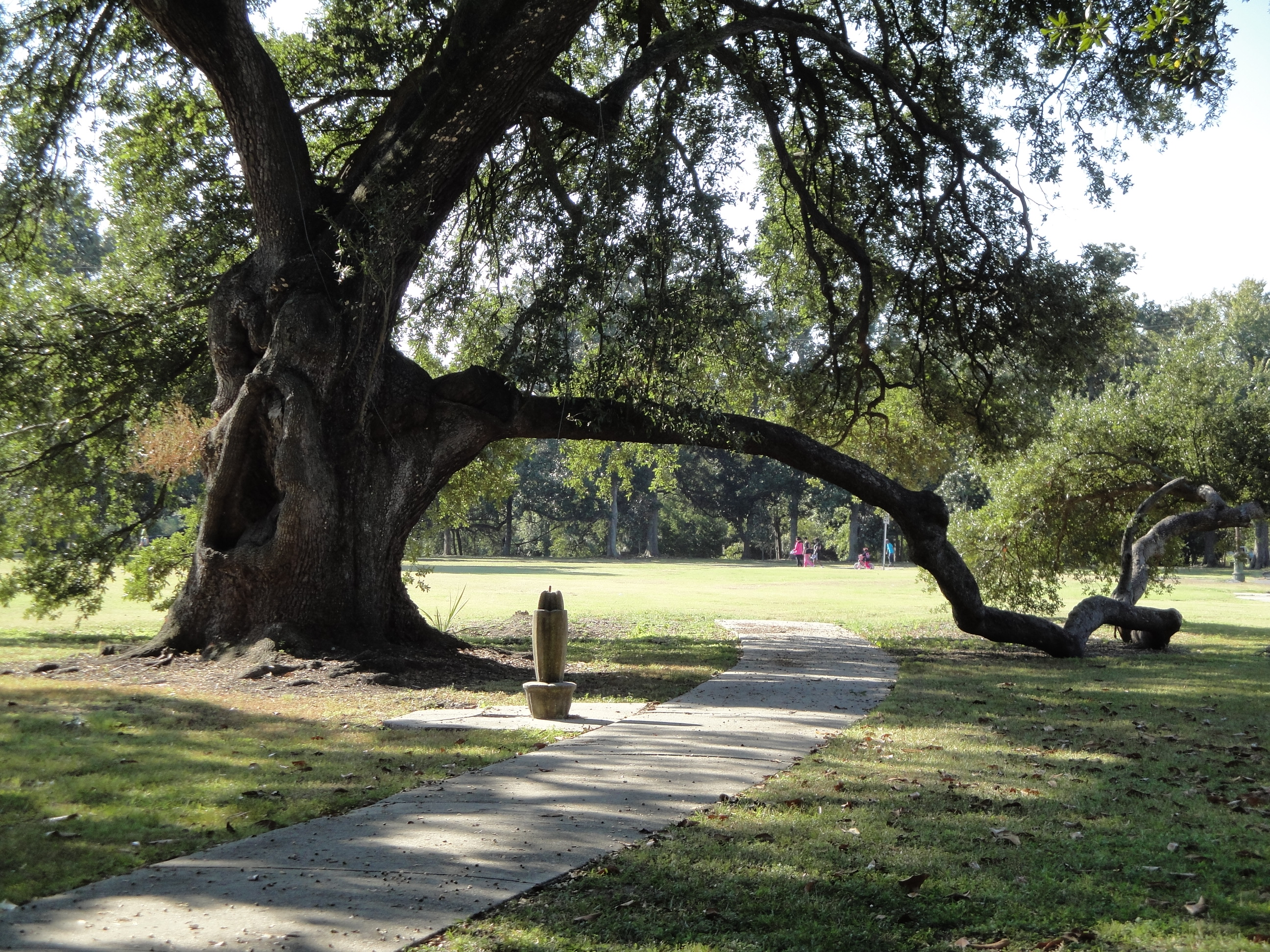
"Roure del suïcidi" o "arbre de suïcidi", anomenat així tradicionalment pels diversos suïcidis per penjament que van ser comesos en aquest arbre en el. Està ubicat al City Park de Nova Orleans.

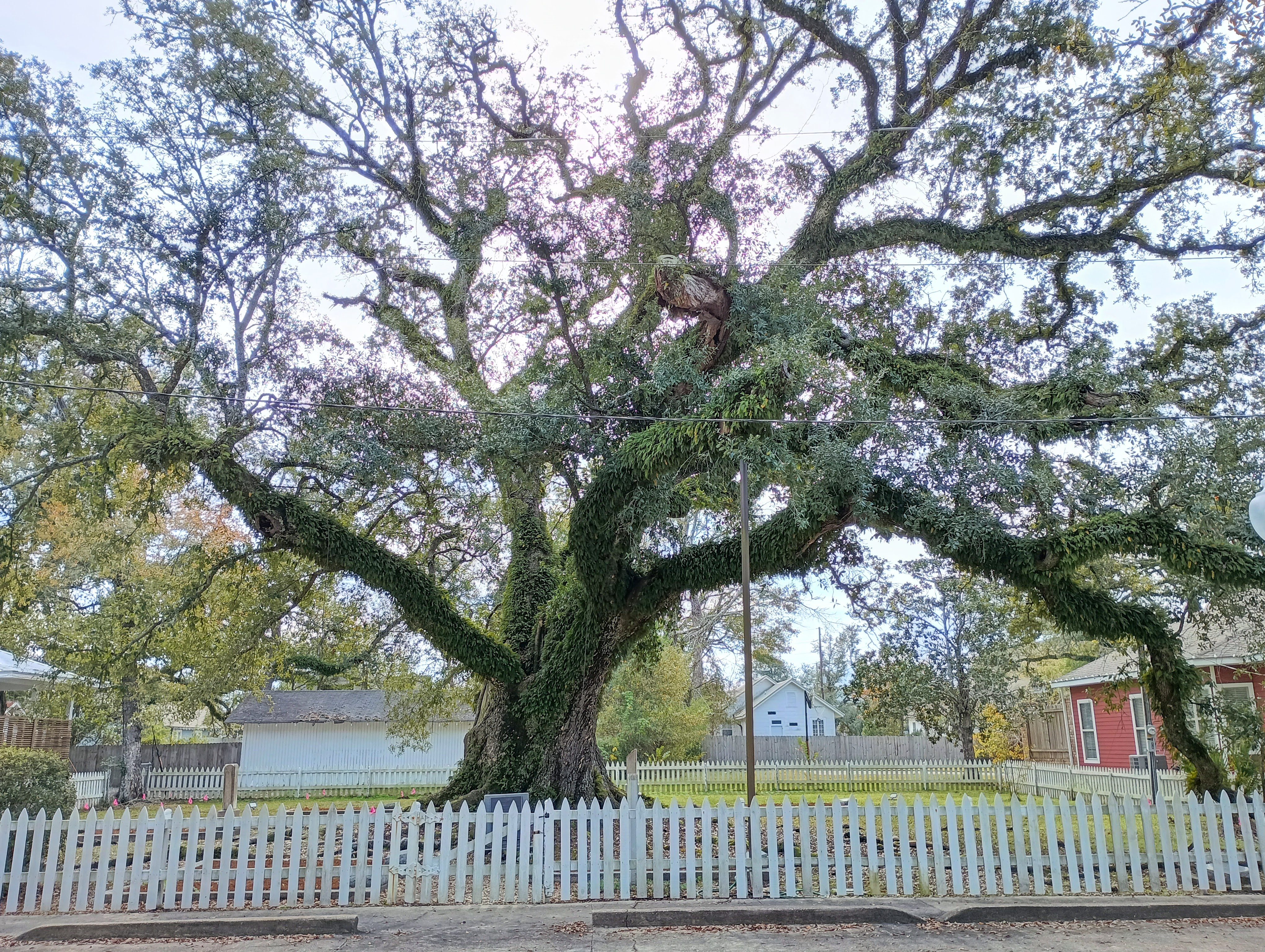
"El Roure Hammond" (Q. virginiana) a Hammond (Louisiana), s'estén sobre la tomba de Peter Hammond, fundador de la ciutat i del mateix nom. També hi ha enterrats sota d'un roure l'esposa de Hammond, tres filles i un esclau preferit. Està situat en el bloc 500 d'E. Charles St, entre N. de Holly St i N. Olive St.

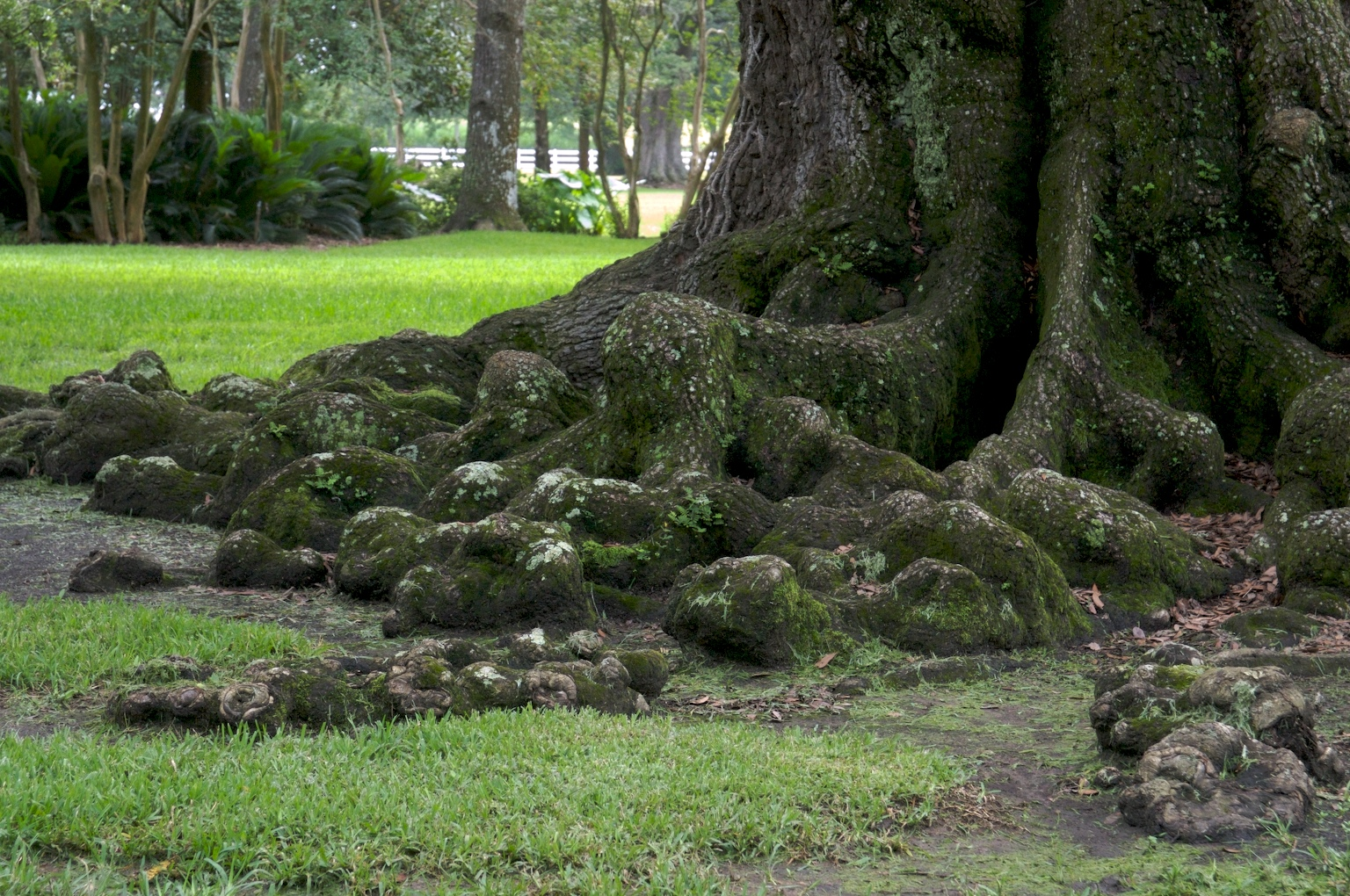
Les arrels i el tronc d'un roure (Q. virginiana) a la plantació d'Oak Alley a Louisiana.

Encara que en general Quercus virginiana són perennes, les fulles són persistents fins que arriba la primavera, on surten les noves fulles, la defoliació d'un Quercus virginiana pot passar més aviat en els climes insignificants o en els hiverns secs i freds. L'escorça és fosca, gruixuda, i arrugada longitudinalment. Les fulles són rígides i estireganyoses, amb l'anvers de color verd fosc brillant i l'revers el gris clar tomentós, simple i en general pla amb els marges ossis opacs, amb una longitud de 2 – 15 cm i una amplada d'1 – 5 cm, aguantades alternament. Les flors masculines són aments penjants de color verd amb una longitud de 7,5 – 10 cm. Les glans són petites, 1 - 2,5 cm, de forma oblonga (ovoide o el·lipsoide), brillant i de color marró a gairebé negre, sovint negre a les puntes, i neixen individualment o en grups.
Depenent de les condicions de creixement, Quercus virginiana varia de l'arbustiu a gran i extensió: els arbres obertament cultivats típics arriben a 15 metres d'alçada, però poden assolir gairebé 50 metres.
Les seves extremitats inferiors solen tocar a terra abans de corbar cap amunt de nou. Poden créixer en angles crítics, i els natius americans se solien inclinar sobre plançons de manera que creixessin en angles extrems, per servir de marcadors de pista.
Les branques sovint donen suport a unes altres espècies de plantes com grups arrodonits de Tillandsia recurvata, cobertes espesses de la molsa espanyola, Pleopeltis polypodioides, i el vesc, que és parasitari.
Q. virginiana creix en una àmplia varietat de llocs, però no tolera els focs i es produeix gairebé a qualsevol lloc lliure de foc que no estigui massa humit. Poden resistir a inundacions i huracans ocasionals, i són resistents a la boira salina i la moderada salinitat del sòl. Tendeixen a sobreviure al foc, perquè moltes vegades el foc no arribarà a les seves capçades. Fins i tot si un arbre es crema, les seves corones i les arrels solen sobreviure al foc i broten vigorosament. Tot i que creixen millor en sòls ben drenats i margues arenoses, també creixen en sòls argilosos. Q. virginianaés un tipus de roure sorprenentment robust. Els de procedència sud poden fàcilment créixer en la zona 7 de l'USDA i Q. virginiana var. fusiformis, que té el mateix fullatge perenne com la varietat meridional, poden créixer amb èxit en àrees tan fredes com a la zona 6. Fins i tot amb cremades significatives de la fulla a l'hivern, aquests arbres poden fer una reaparició forta durant l'estació de creixement en les zones més septentrionals, com a Nova Jersey, al sud d'Ohio, i al sud de Connecticut.
Les seves glans són una font alimentària important per a diversos animals, entre ells: el colí de Virgínia, l'amenaçada garsa blava de bardissa de Florida, l'ànec carolí, Sphyrapicus varius, el gall dindi salvatge, l'ós negre americà, diverses espècies d'esquirols, i el cérvol de Virgínia. La capçada de l'arbre és molt densa, fent-ho valuós per a ombra, i l'espècie proporciona llocs de nius per moltes altres espècies.
Q. virginiana és un arbre que proporciona refugi a les larves de la papallona d'hairstreak i l'arna d'oakworm.

## Hàbitat
Quercus virginiana és un roure típic endèmic del sud-est de Virgínia a Florida, incloent-hi els Cayos de Florida, i a l'oest al sud-est de Texas. Els roures vius de Texas creixen principalment a Texas, a l'Altiplà d'Edwards i la Plana de Río Grande, però es poden trobar a l'oest llunyà com el Comtat de Terrell (Texas), al sud-oest d'Oklahoma i nord-est de Mèxic. Sorra els roures vius creixen des de Carolina del Nord fins a l'est de Florida i a l'oest de Mississipi.

## Usos
La fusta de Quercus virginiana és dura, pesada, i difícil de treballar, però molt forta.
En els dies dels vaixells de fusta, roures eren la font preferida de les fustes marc de la nau, utilitzant el tronc natural i angles de sucursals per la seva força. El marc de l'USS Constitution va ser construït a partir de fusta de Q. virginiana meridional, collides a partir de Saint Simons Island (Geòrgia), i la densitat de la veta de la fusta li va permetre sobreviure a canonades, de manera que es va guanyar el sobrenom "Old Ironside". Fins i tot avui en dia, l'Armada dels EUA posseeix extenses extensions de Q. virginiana.
Els natius americans extreien de les seves glans un oli per cuinar.

## Cultiu
L'atenció de Q. virginiana és molt fàcil, ja que requereix molt poc reg, mentre és jove. Quan ha arribat entre 1,219 m a 1,524 m d'alt, ja no requereix reg, i no s'exigeix cap mena d'atenció. Viuen molts anys; els arbres de més de 500 anys eren comuns, i un, el roure de l'àngel a John's Island (Carolina del Sud) s'estima en 1.400 anys (tanmateix, això no ha estat verificada científicament), sinó que és de 20 m d'alçada, 2,47 m de diàmetre, i té una amplitud màxima (la branca més llarga), de 27 m, la corona cobreix una àrea d'1.580 m².

## Taxonomia
Quercus virginiana va ser descrita per Philip Miller i publicat a The Gardeners Dictionary: . . . eighth edition no. 16. 1768.
Etimologia
Quercus: nom genèric del llatí que designava igualment al roure i a l'alzina.
virginiana: epítet geogràfic que al·ludeix a la seva localització a Virgínia.
Sinonímia
- Quercus virginiana var. typica A.Camus (1939), nom. inval.
- Quercus phellos var. obtusifolia Lam. (1785).
- Quercus phellos var. sempervirens Marshall (1785).
- Quercus sempervirens Walter (1788), nom. illeg.
- Quercus virens Aiton (1789).
- Dryopsila virens (Aiton) Raf. (1838).
- Quercus hemisphaerica Endl. (1848), nom. illeg.
- Quercus andromeda Riddell (1853).
- Quercus virginiana var. eximea Sarg. (1918).
- Quercus virginiana var. virescens Sarg. (1918).
- Quercus virginiana var. sagraeana (Nutt.) Trel. (1924).[11]

Aquest arbre rep uns gran quantitat de noms comuns en anglès, "Virginia live oak", "bay live oak", "scrub live oak", "plateau oak", "plateau live oak", "escarpment live oak", i (en castellà) "encino". També és sovint dit simplement "Live Oak" dins la seva àrea nativa, però el nom complet "southern live oak" (Flora of North America) ajuda a distingir-lo d'altres roures, un terme general per a qualsevol espècie de roure perennifoli.
Aquesta profusió de noms comuns en part reflecteix una controvèrsia en curs sobre la classificació de diversos roures vius, en particular els seus pròxims parents entre els roures blancs (Quercus subgènere Quercus, secció Quercus). Alguns autors reconeixen una espècie clara les formes que altres consideren que són varietats de Quercus virginiana. Notablement, el després de dos tàxons, tractava com espècie en la Flora d'Amèrica del Nord, són tractats com a varietats de Quercus virginiana meridional pel Servei Forestal dels Estats Units: Quercus fusiformis (Q. virginiana var.fusiformis) i Quercus geminata, (Q. virginiana var. geminata).
La situació es complica encara més pel que fa als Q. virginiana, ja que s'hibriden tant amb les dues espècies anteriors, i també amb Quercus minima, Quercus bicolor, Quercus durandi, Quercus lyrata, Quercus macrocarpa i Quecus stellata.